# Butzbach
Butzbach è una città tedesca situata nel land dell'Assia.

## Storia
Fu un forte militare romano del limes germanico-retico di un'unità ausiliaria dalla fine del principato di Domiziano/ inizi di quello di Traiano (93-100 circa).

## Amministrazione

### Gemellaggi
- Collecchio